# ایشتوان گیتسی
ایشتوان گیتسی (مجاری: István Géczi; ۱۶ مارس ۱۹۴۴ – ۱۰ سپتامبر ۲۰۱۸) بازیکن فوتبال اهل مجارستان بود.
از باشگاه‌هایی که در آن بازی کرده‌است می‌توان به باشگاه فوتبال فرنتس‌واروش اشاره کرد.
وی در مسابقات کشوری و بین‌المللی در مجموع برندهٔ ۱ مدال نقره شده‌است.